# チムレンガ
チムレンガ(英語: Chimurenga)は、ジンバブエにおいて植民地支配や人種差別への抵抗を表す言葉である。ショナ語で「解放闘争」を意味し、1890年代のイギリス南アフリカ会社による支配への抵抗を指す第一次チムレンガと、1965年から1979年にかけて存在した白人が支配する現地政権ローデシアからの解放を求める第二次チムレンガ（ローデシア紛争）からなる。
2000年から始まったロバート・ムガベ政権による農地改革を第三次チムレンガと呼ぶこともある。

## 第一次チムレンガ

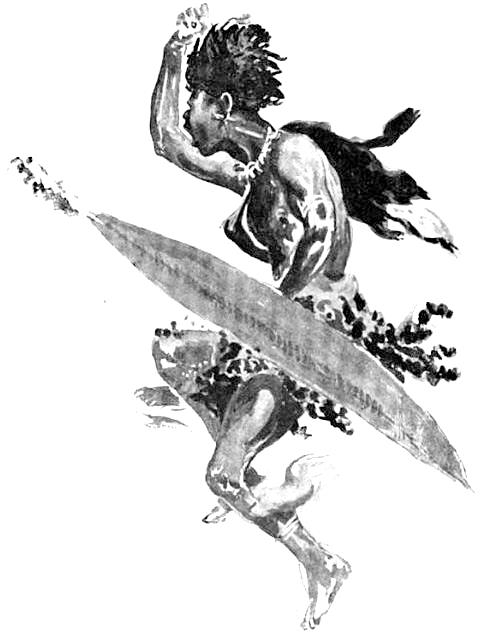
ンデベレ人の戦士(1896年),ロバート・バーデン・パウエル(英語版)作

第一次チムレンガは第二次マタベレ戦争(en)とも呼ばれており（イギリス人は現地人をマタベレ(Matabele)と呼称した）、ジンバブエにおける最初の独立戦争として知られる。1896年から1897年にかけて、イギリス南アフリカ会社がこの地を支配しようとしたことに北ンデベレ人やショナ人が抵抗して発生した。
南アフリカ会社のリンダー・スター・ジェームソンはトランスヴァール共和国に自らの私兵を派遣した（ジェームソン侵入事件）ため、国防は混乱した。これに乗じてムリモ(Mlimo)という指導者が、白人のせいで蝗害や家畜の病気が発生したと主張し、1896年3月にンデベレ人の戦いが始まった。
1896年6月、マシャヤモンベ（Mashayamombe）を指導者として首都ソールズベリーの南西に居住していたショナ人が蜂起した。1896年6月20日、彼らはマショナランドから白人の植民を追放することに成功した。しかし3ヶ月後にイギリスの警察組織により再び制圧され、ネハンダ・チャルウェ・ニャカシカナとフワタ朝の王(マンボ)が降伏した。ニャカシカナとフワタ朝の王は処刑された。
ムリモはマトボの丘でアメリカ人の偵察兵フレデリック・ラッセル・バーンハムに暗殺された。セシル・ローズがインピの武装解除を求め 、1897年10月に第一次チムレンガは幕を閉じた。マタベレランドおよびマショナランドは併合され、やがて南ローデシアとなった。

## 第二次チムレンガ
第二次チムレンガは、1965年から1979年にかけて起こったローデシア紛争を指す。ローデシアのイアン・スミス政権はアパルトヘイト政策を採っており、独立宣言後も白人による支配を継続した。ロバート・ムガベ率いるジンバブエアフリカ民族同盟やジョシュア・ンコモ率いるジンバブエアフリカ人民同盟といった黒人ゲリラと長期にわたる紛争が発生した。

## 音楽
トーマス・マプフモによって提唱されたムビラ（カリンバ）などジンバブエの民族楽器(ショナ音楽)のリズムと、ドラムやエレクトリック・ギターなどの西洋の楽器を組み合わせた音楽で、白人独裁や政治の腐敗に対する抗議の声を上げるものとなっている。